# Celébrate
"Celébrate" é uma canção do cantor catalão Miki Núñez, lançada como single de seu primeiro álbum Amuza, em 28 de junho de 2019.

## Lançamento
A canção foi lançada junto com seu videoclipe em 27 de junho de 2019. Foi o primeiro single do cantor após sua participação no Festival Eurovisão da Canção 2019, antecedendo o lançado do álbum Amuza.
Ainda em 2019, foi lançada uma versão cantada em catalão, língua materna de Miki, intitulada "Celebrem".

## Paradas
| Parada (2019)        | Posição |
| -------------------- | ------- |
| Espanha (PROMUSICAE) | 62      |